# Talsperre Pöhl
Die Talsperre Pöhl ist nach der Größe des Speicherraums die zweitgrößte und nach der Höhe des Absperrbauwerkes über Gründung sowie nach der Wasserfläche die drittgrößte Talsperre in Sachsen. Die Talsperre dient dem Hochwasserschutz, der Brauchwasserversorgung, der Niedrigwasseraufhöhung, der Energieerzeugung, der Freizeiterholung und als Verkehrsbauwerk.

## Staumauer und Stausee

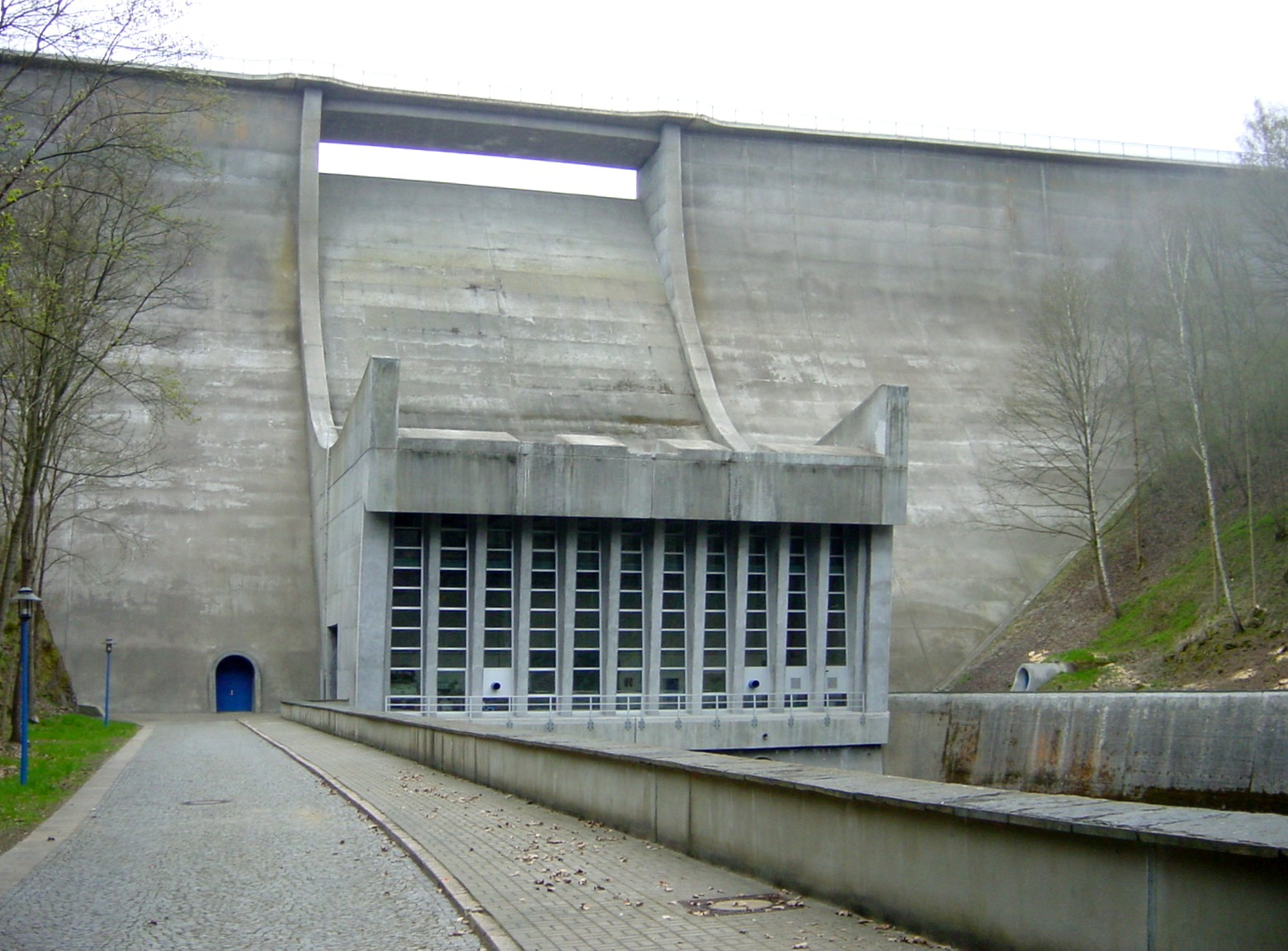
Staumauer

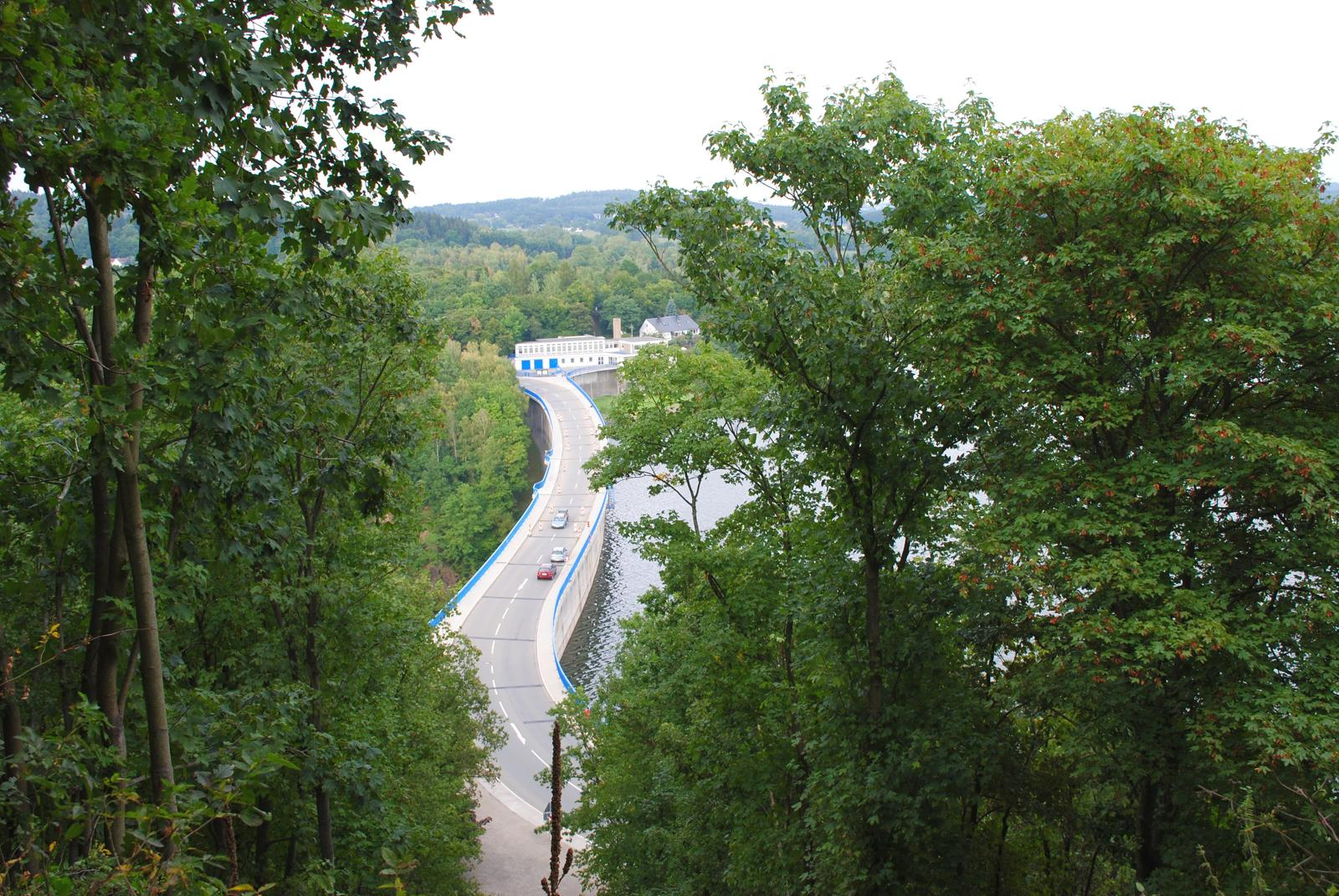
Staumauer von oben

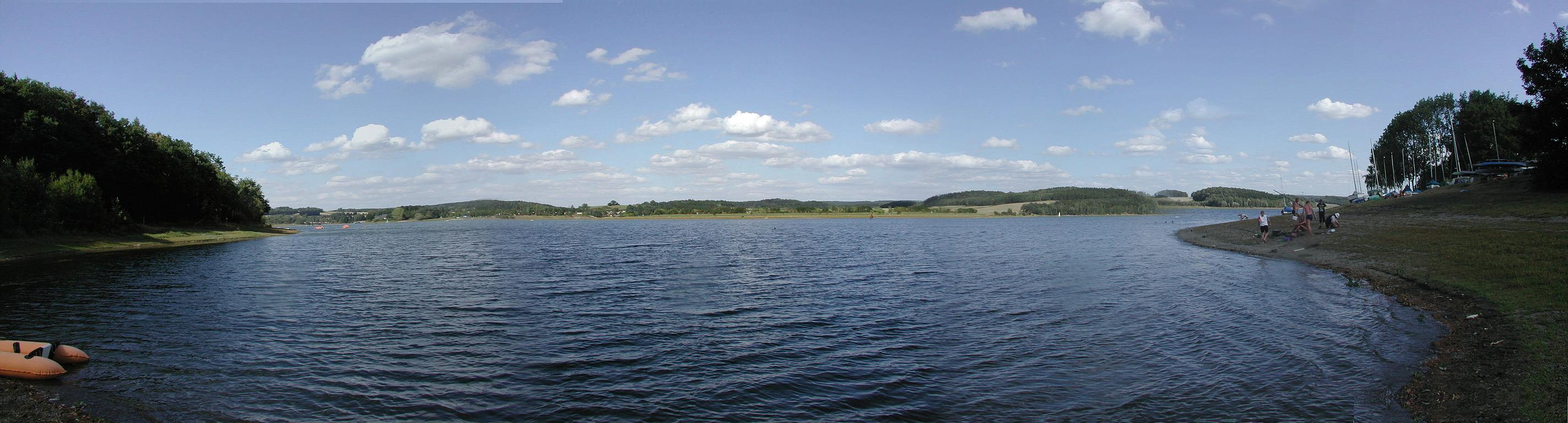
Talsperre Pöhl

Die Staumauer der Talsperre Pöhl ist eine gekrümmte Gewichtsstaumauer aus Beton, die 1964 als erste Skisprungüberfallmauer Gesamtdeutschlands bezeichnet wurde. Die Talsperre wurde 1958–1964 in der Nähe von Jocketa (heute Teil der Gemeinde Pöhl) im Vogtland erbaut (Inbetriebnahme 1964). Die Talsperre hat ihren Namen von der Ortschaft Pöhl, die nun unter Wasser liegt. Tatsächlich aber dient der Unterwasser-Ort als Tauchattraktion. Das gestaute Gewässer, die Trieb, ist ein Nebenfluss der Weißen Elster. Auf der Krone verläuft die Staatsstraße 297.
Die Talsperre hat zwei Vorsperren am südöstlichen Ende des Stausees, die vorgespannte Gewichtsstaumauern aus Beton sind: die Vorsperre Thoßfell und die Vorsperre Neuensalz.
Der Stausee selbst ist Teil des 3920 ha großen Landschaftsschutzgebietes „Talsperre Pöhl“, welches 1994 durch das Landratsamt Plauen unter Schutz gestellt wurde.

### Freizeit, Tourismus, Sport
Baden, Schifffahrt, Segeln, Tauchen und sonstiger Freizeitsport im Stausee ist möglich (es sind allerdings keine Sportboote mit Verbrennungsmotor zugelassen), es gibt einen Campingplatz und umfangreiche Freizeitaktivitäten, z. B. einen Kletterpark. Auf der Talsperre werden in den Sommermonaten Fahrgastschiff-Rundfahrten angeboten. Es finden regelmäßig Segel-Regatten statt, rund um die Talsperre sind viele Segel-Clubs sowie ein Tauchclub organisiert. In der Sommer-Saison wird der Haupt-Badestrand (FKK Helmsgrün) tagsüber von der Wasserwacht bewacht, Regatten und Tauchsport-Wettkämpfe werden ebenfalls betreut. Es findet alljährlich ein Triathlon statt.
Auch das Wandern rund um den Stausee ist auf einer knapp zwanzig Kilometer langen Strecke möglich.

#### Campingplätze und Bungalowsiedlungen
Die beiden großen Campingplätze mit Bungalowsiedlung sind „Gunzenberg“ nordöstlich von Möschwitz am Westufer und die Anlagen auf der Schlosshalbinsel Pöhl am nördlichen Ostufer.
Außerdem gibt es eine Bungalowsiedlung bei Rodlera am Nordufer der Talsperre.

### Berge und Erhebungen
- Eisenberg unmittelbar bei der Talsperrenmauer, mit Wallburg (Abschnittswall) „Alter Wall“/Burgwall Jocketa/Wallburg Eisenberg, bronzezeitlich, lokal beschildert (Grabungsfunde). Am Westufer.
- Bosenhübel südwestlich von Helmsgrün am Ostufer.
- Rollhübel südlich von Helmsgrün am Ostufer.

### Aussichtsturm
Auf dem 433,2 m ü. NHN hohen Eisenberg oberhalb der Talsperre steht seit 1897 ein 14 m hoher Aussichtsturm. Der früher Charlottenturm genannte Turm wurde 1953 anlässlich des 150. Geburtstages des vogtländischen Heimatdichters Julius Mosen in Mosenturm umbenannt. Von der Aussichtsplattform hat man einen schönen Rundblick über die Talsperre.

### Fauna
In den 1980er Jahren wurden asiatische Silberkarpfen in die Talsperre Pöhl eingesetzt. Die Hoffnungen, dass sich die Wasserqualität verbessern würde und ein guter Speisefisch fangen ließe, erfüllten sich nicht. Die Silberkarpfen stellen das obere Ende der Nahrungskette dar und machen rund die Hälfte der Biomasse aus. 2004 kam es zu einem starken Fischsterben. Wegen des überalterten Bestands führt die Landestalsperrenverwaltung eine Hegebefischung durch. Der Fang wird zu Fischmehl verarbeitet.

### Die Legende vom Kirchturm
Eine Legende besagt, dass man bei Niedrigwasser den alten Kirchturm des untergegangenen Ortes Pöhl sehen könne, dass Netze daran hängen blieben oder dass man die Kirchturmglocken manchmal hören könne. Das kann jedoch nicht zutreffen, da alle Gebäude einschließlich Kirche und Schloss vor dem Einstau des Stausees geschleift und abgetragen wurden. Reste wurden später aus Sicherheitsgründen gesprengt. Bei Niedrigwasser sind aber tatsächlich die Grundmauern des Ortes etwa 500 m vor der Staumauer noch zu sehen, Taucher besuchen die Ruinen.

### Galerie
- Video: Drohnenflug über die Talsperre

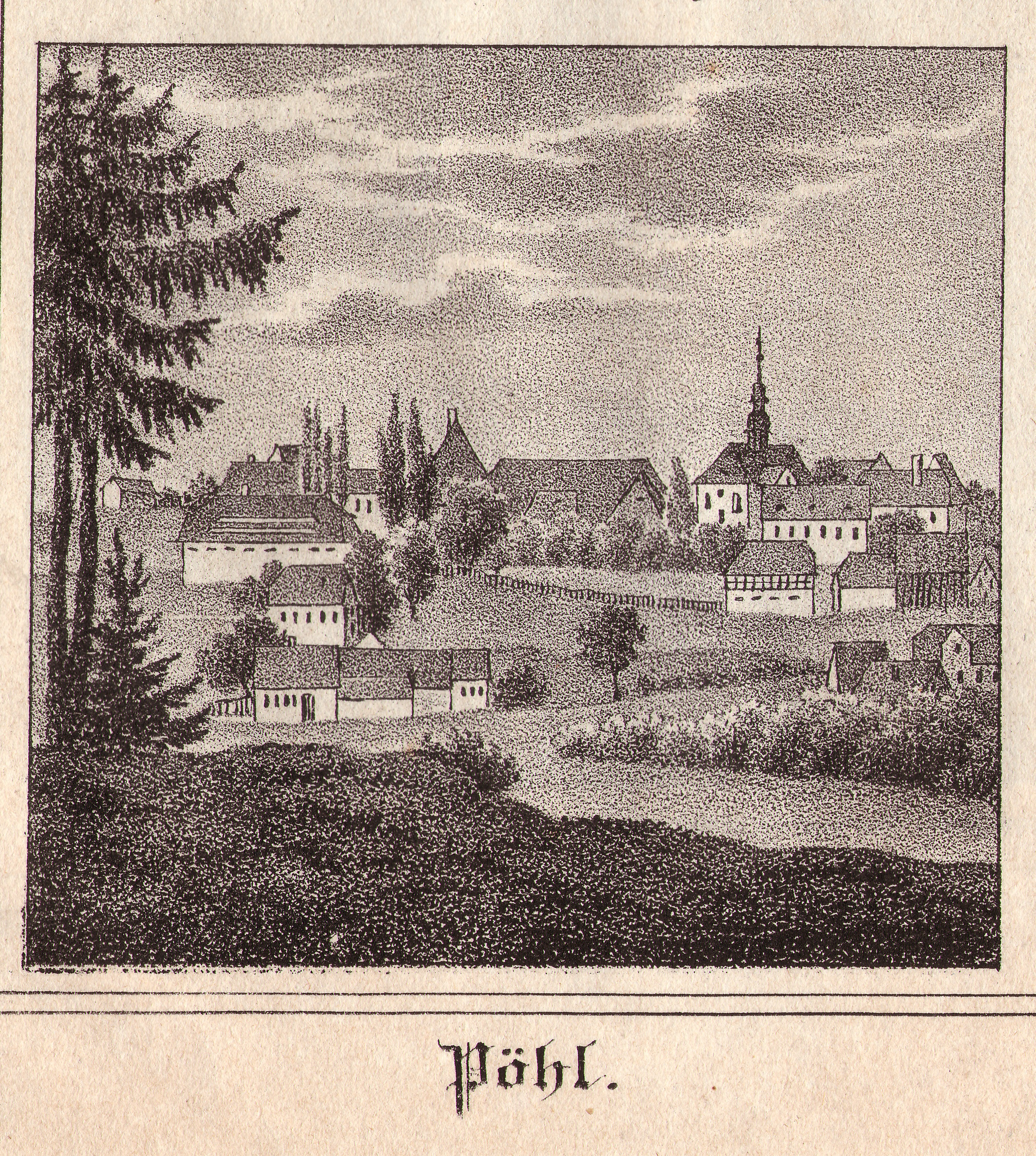
Das wegen der Talsperre abgerissene Pöhl in einer Ansicht von 1844
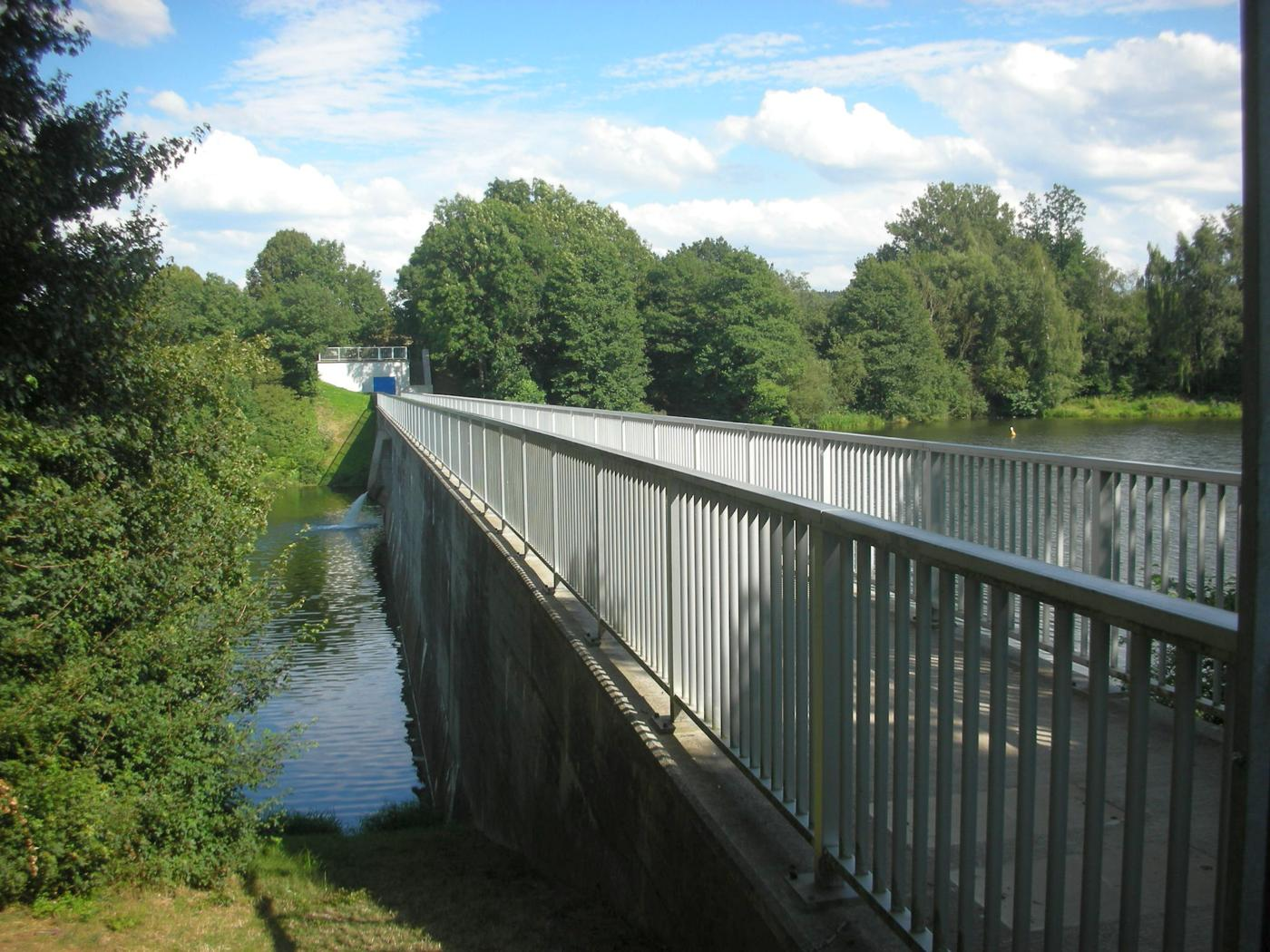
Vorsperre bei Neuensalz
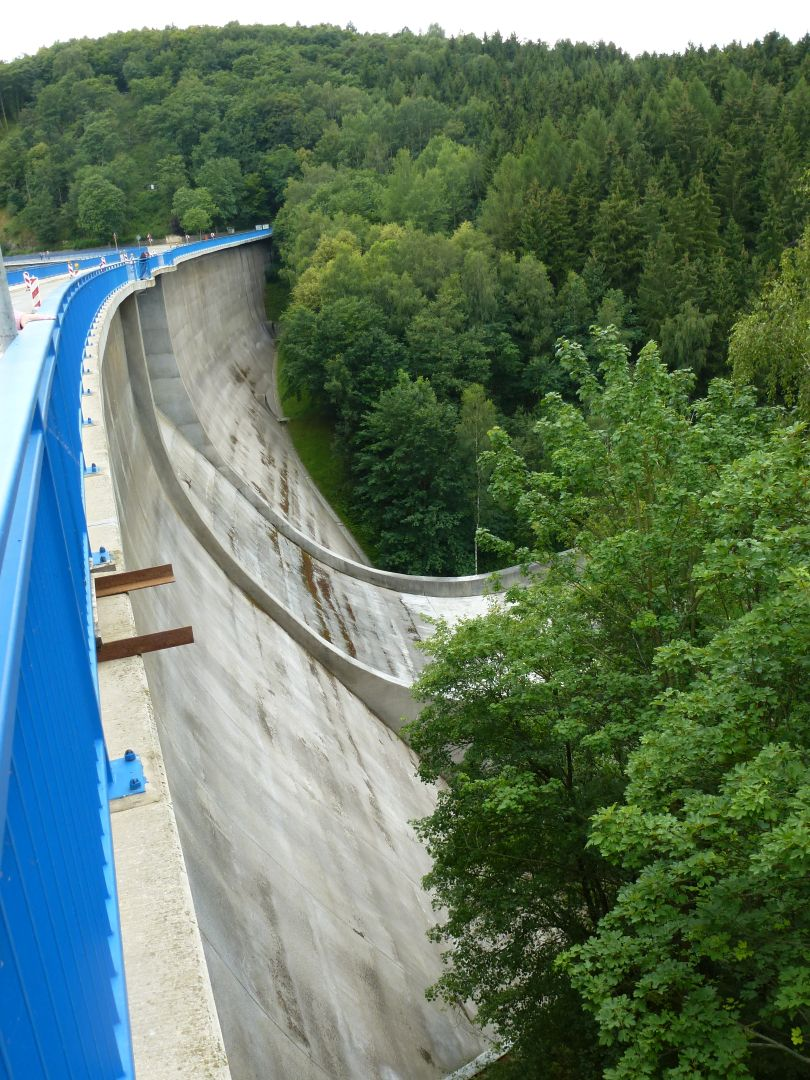
Staumauer
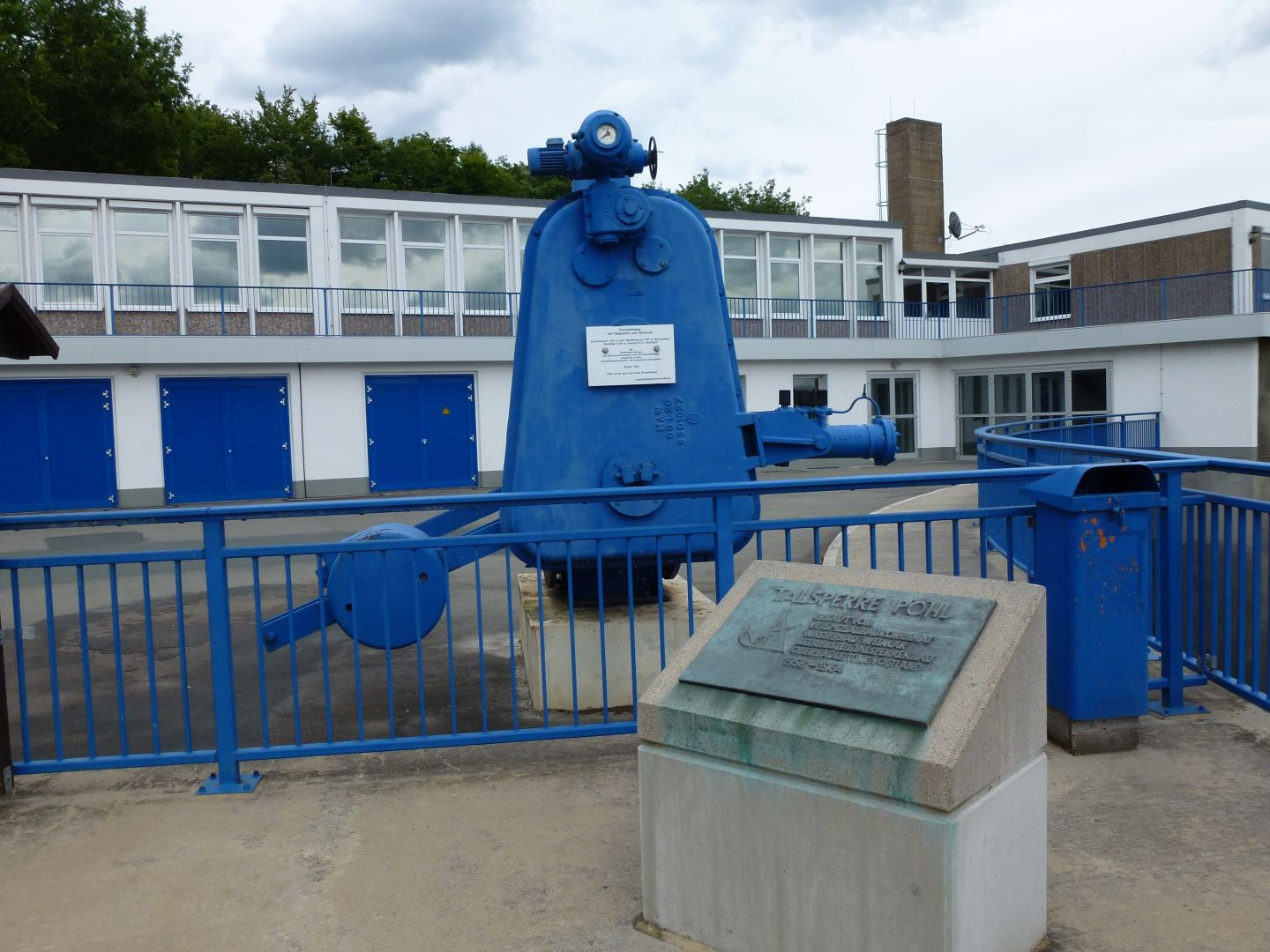
Drosselklappe und Gedenktafel an der Staumauer
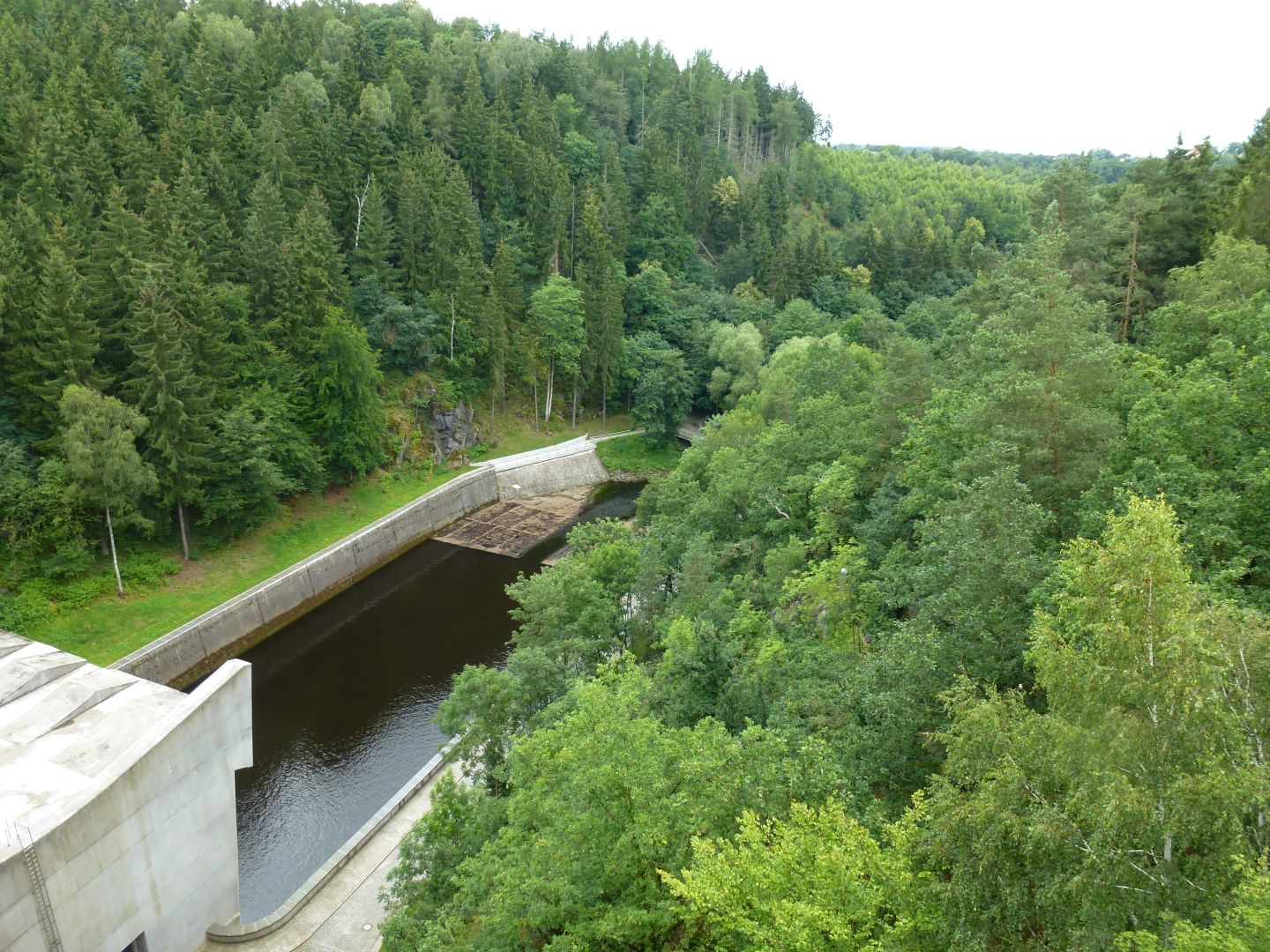
Abfluss der Talsperre
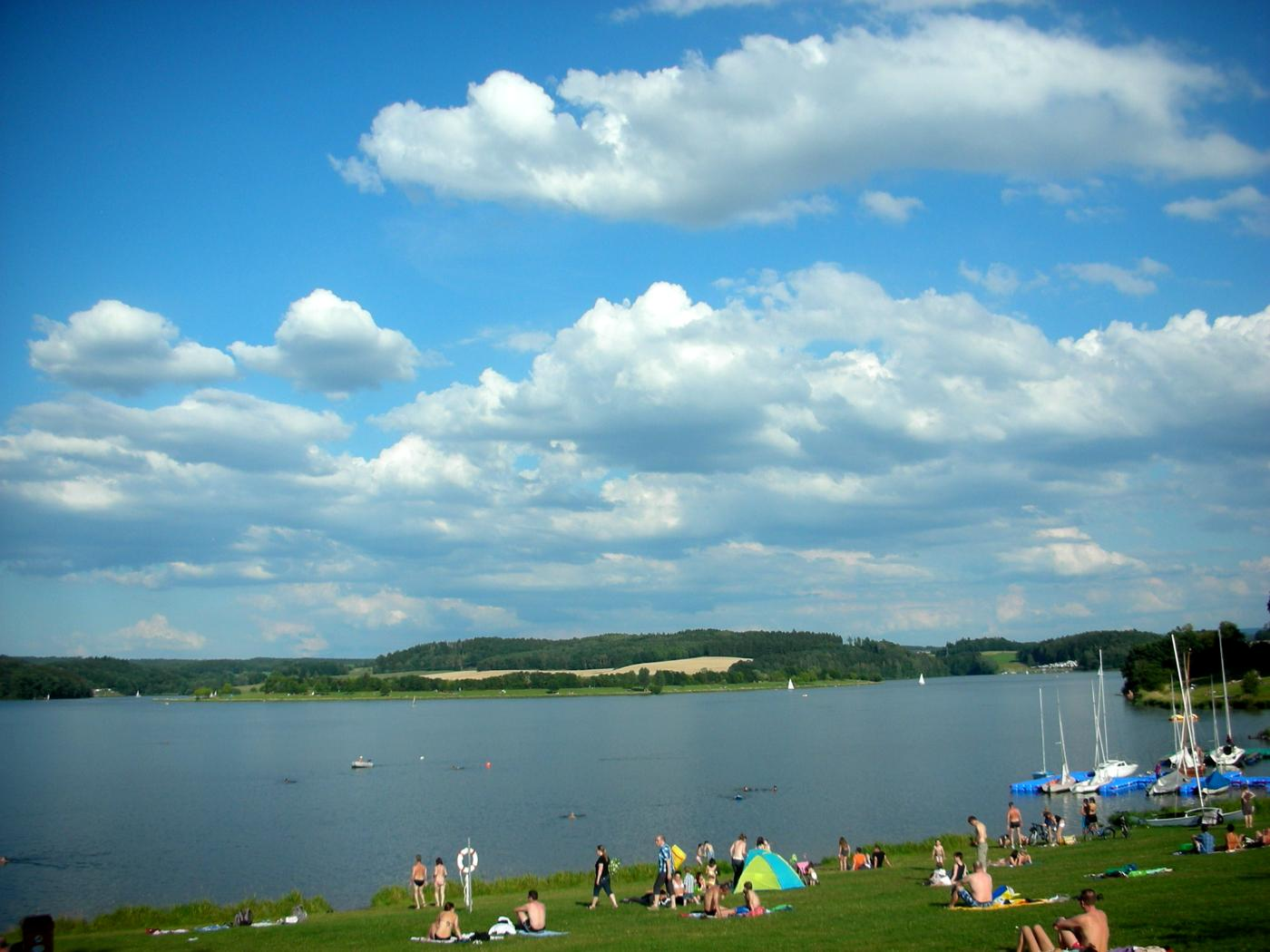
Liegewiese am Gunzenberg
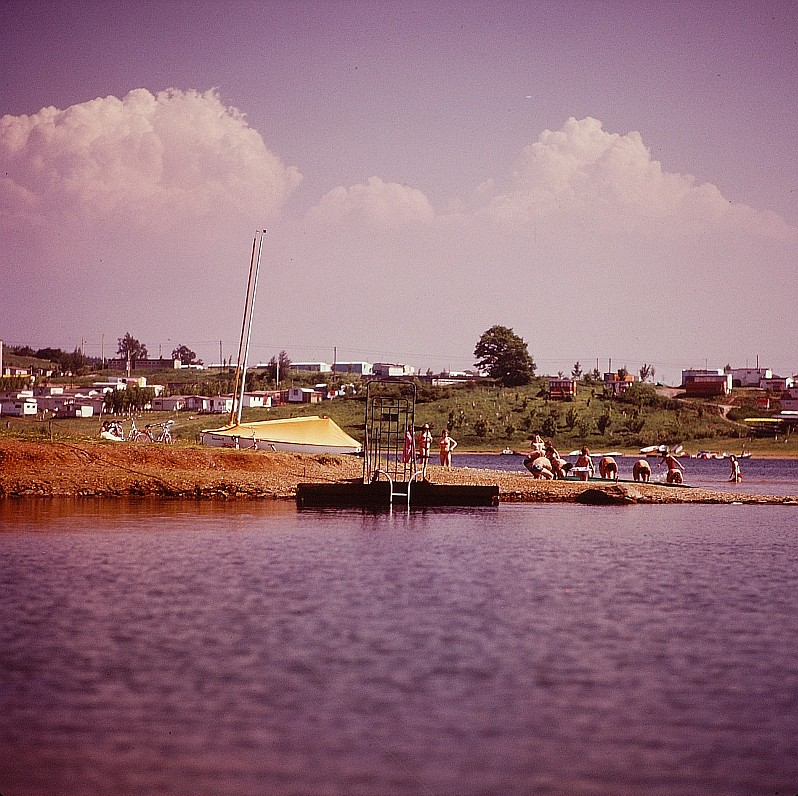
Feriendorf Talsperre Pöhl (1977)
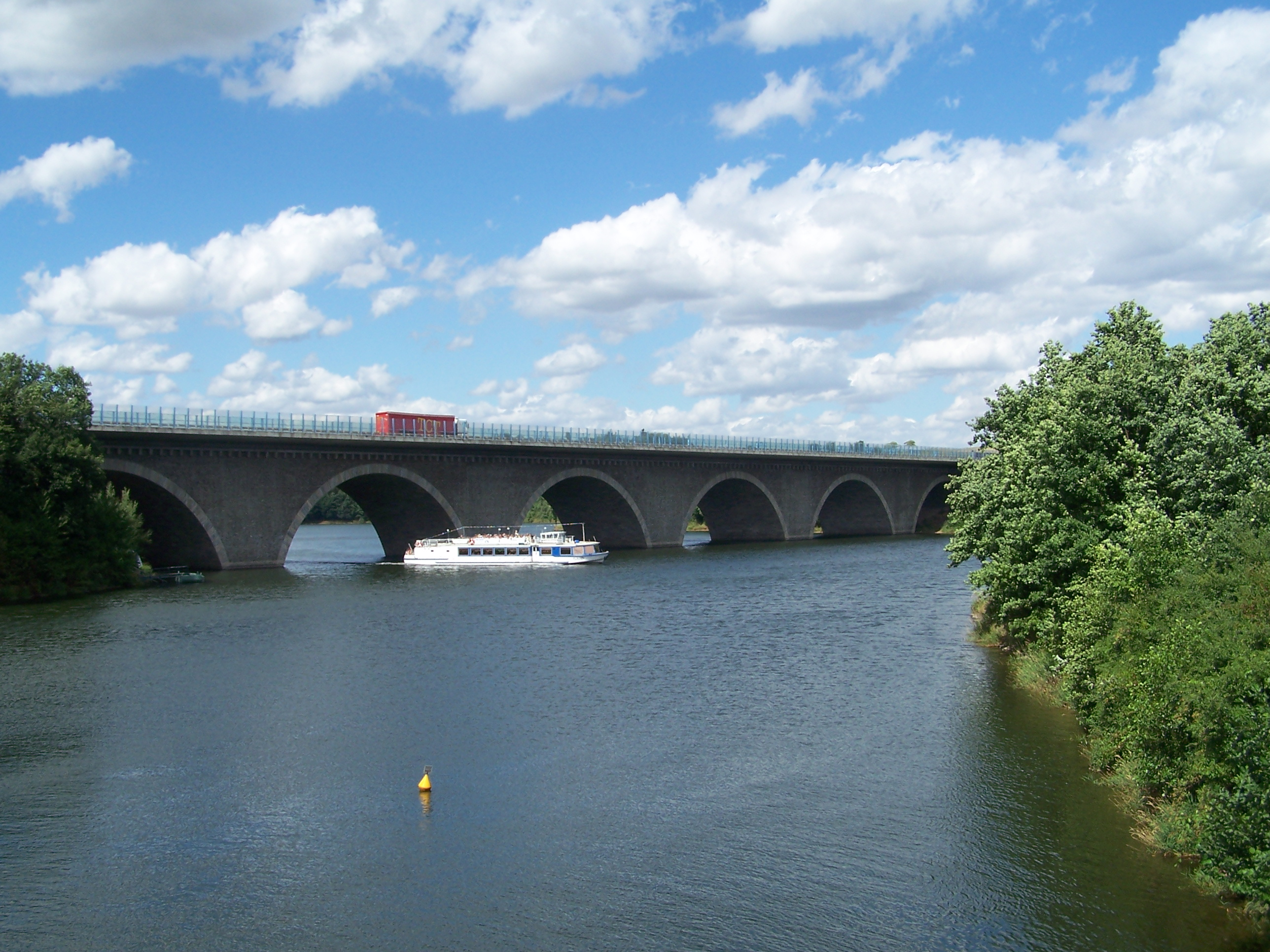
Autobahnbrücke über die Talsperre Pöhl
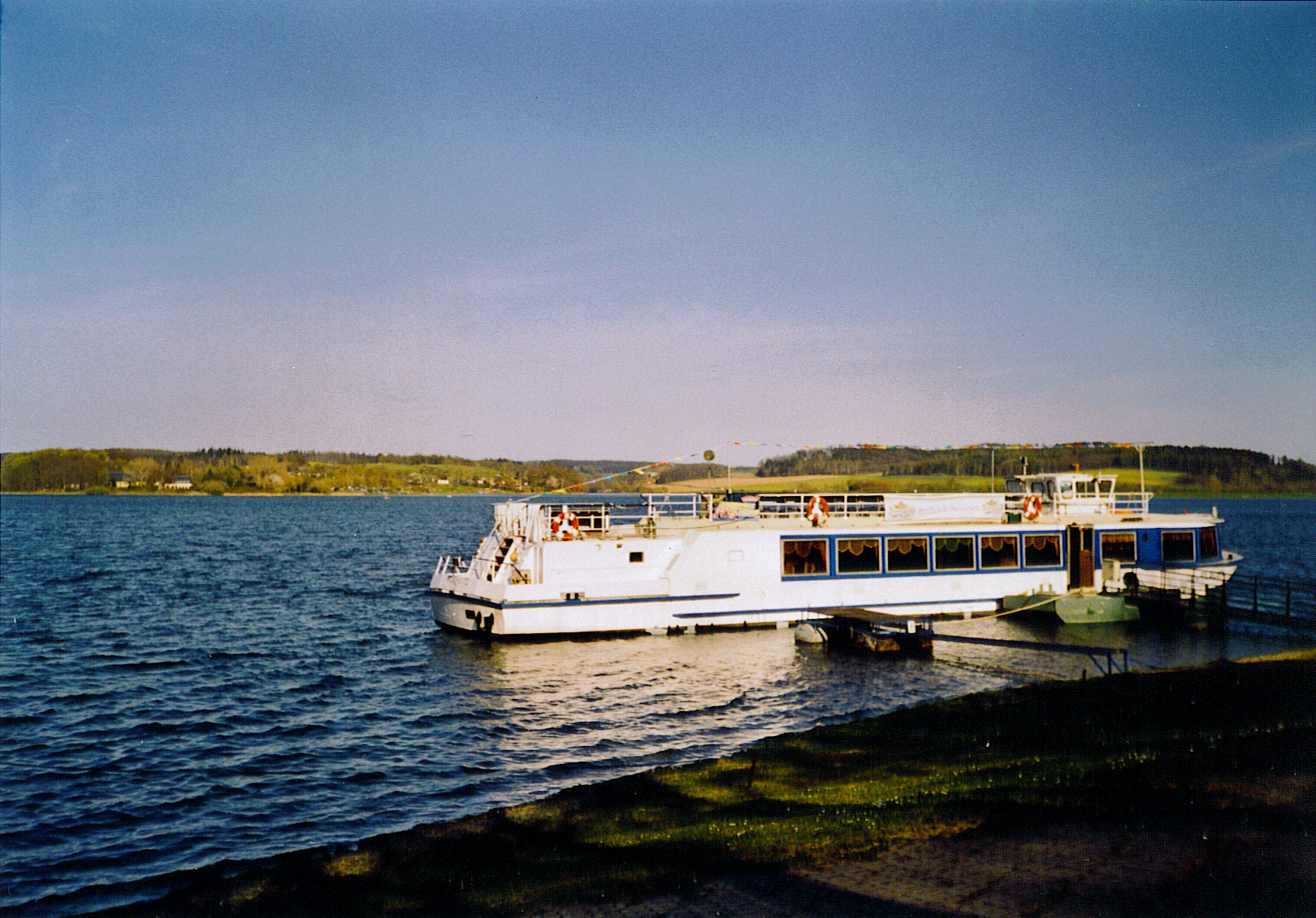
Schiffsanleger an der Talsperre Pöhl
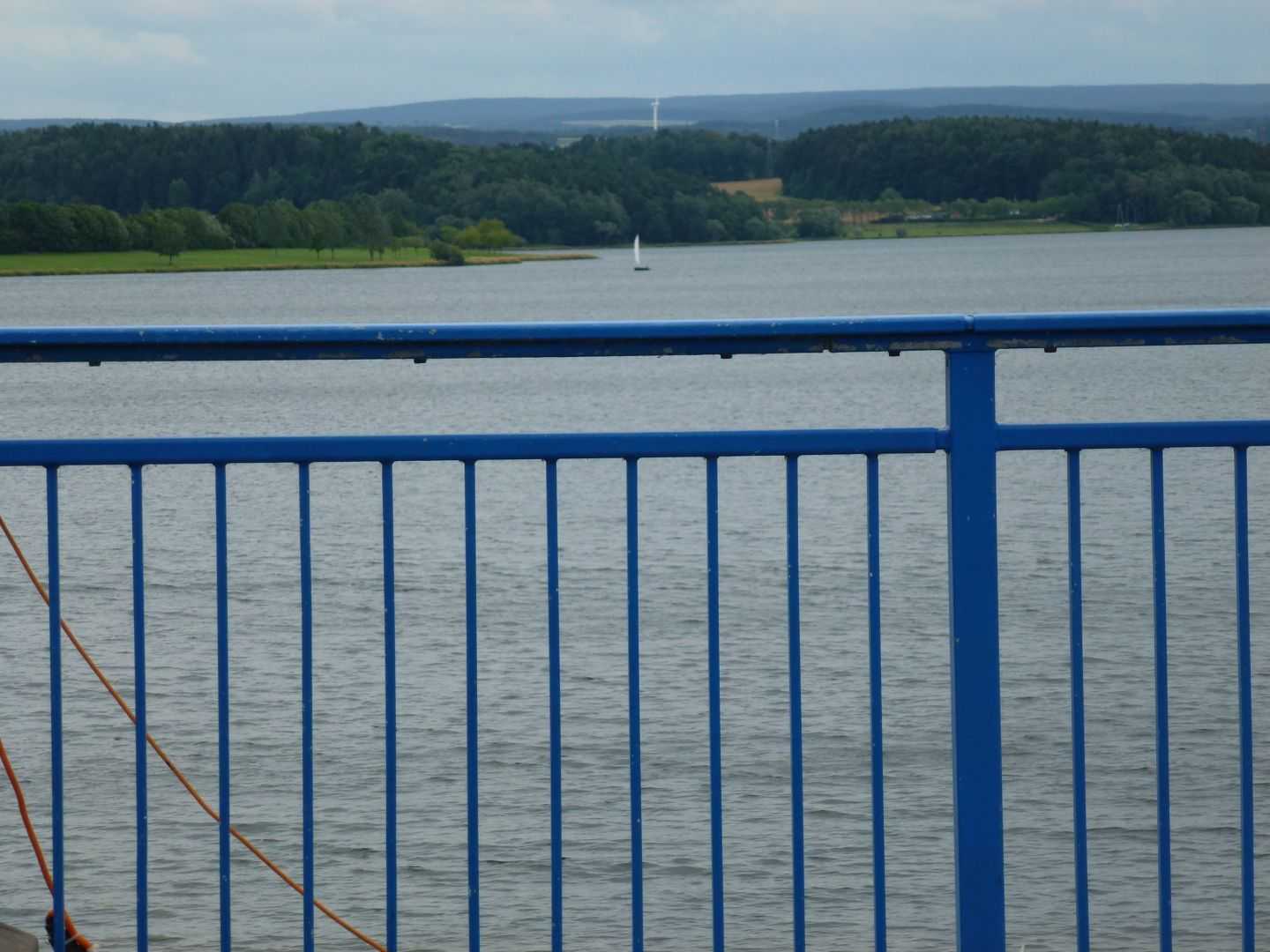
Talsperre Pöhl, Blick von der Staumauer
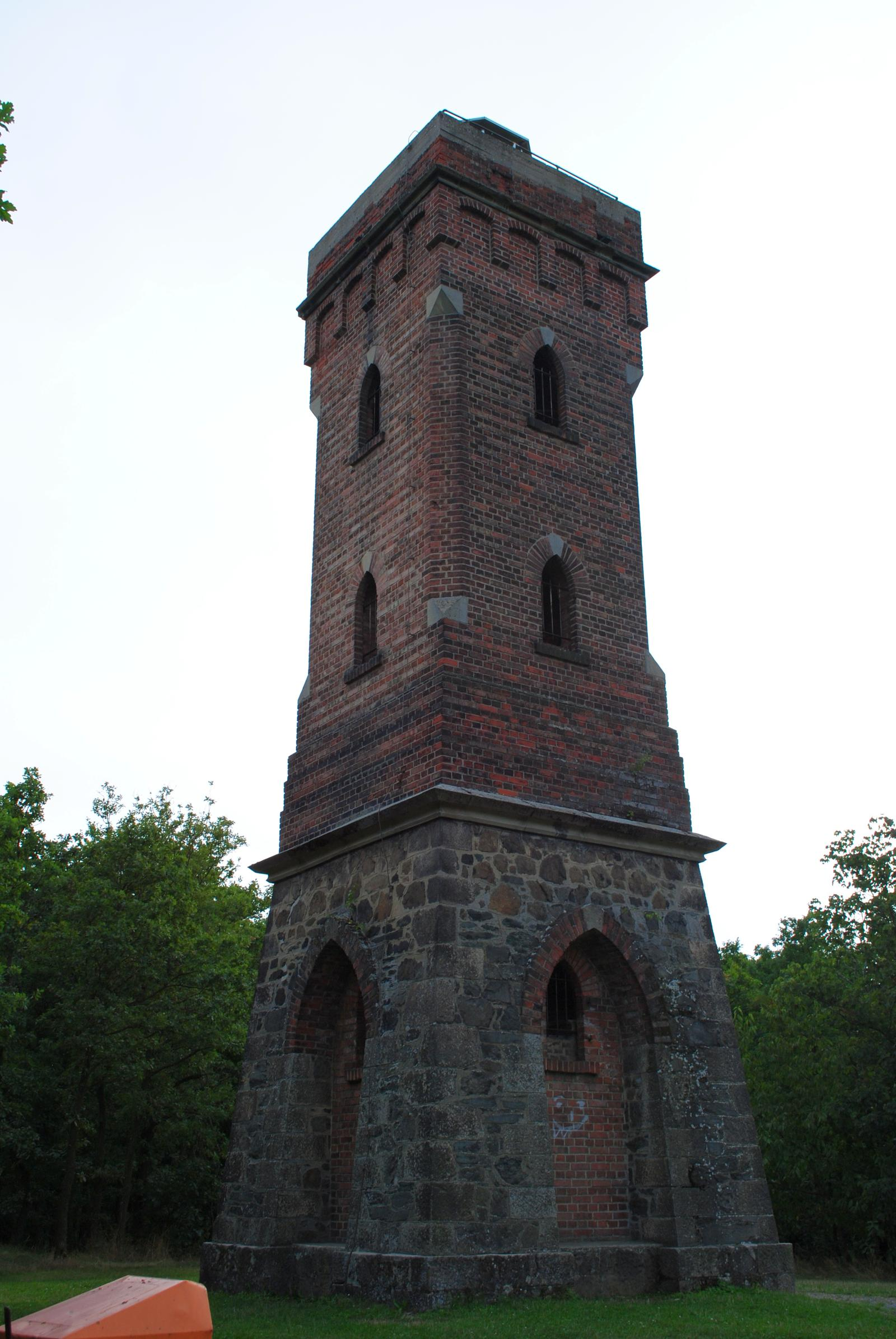
Mosenturm in der Nähe der Staumauer
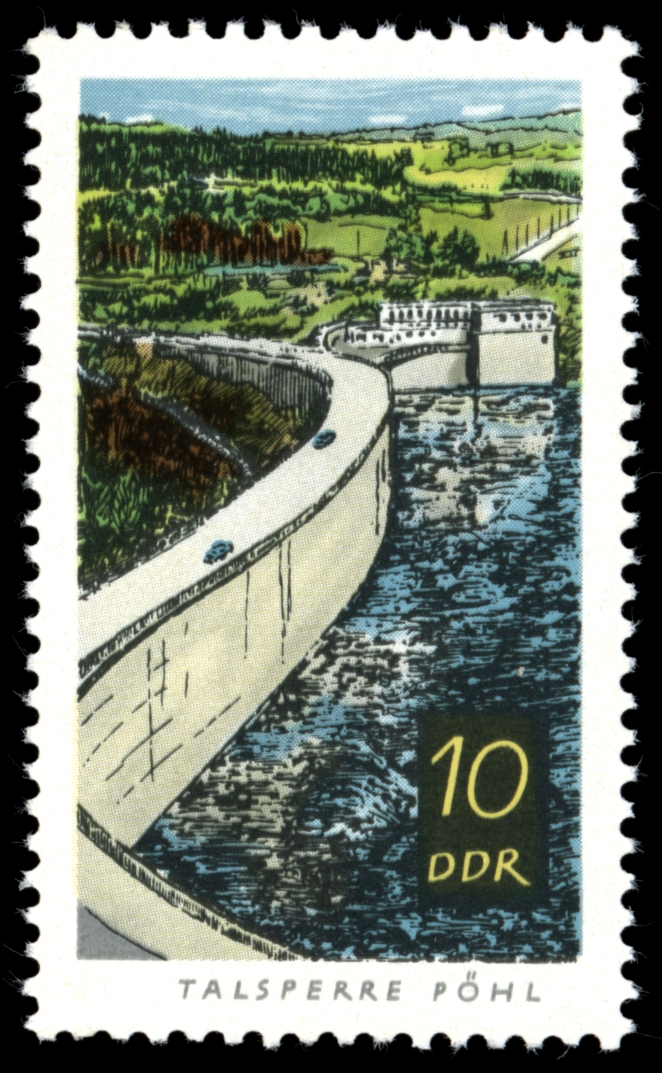
DDR-Briefmarke aus dem Jahr 1968